# Hendrik Tonneboeijer
Hendrikus Jacobus Tonneboeijer (né le 18 août 1814 - 28 octobre 1837) est un officier colonial néerlandais qui fait carrière dans l'administration de la Côte-de-l'Or néerlandaise. Il y est commandant par intérim en 1836 et meurt durant la guerre ahanto-néerlandaise en 1837.

## Biographie
Hendrikus Jacobus Tonneboeijer est né à Kampen, dans la province d'Overijssel, de Jacob Tonneboeijer, négociant en vin, et d'Aaltje de Zee. Tonneboeijer commence sa carrière comme commis à la capitainerie du port de Willemsoord, une colonie d'agriculteurs établie par la Society of Humanitarianism. Tonneboeijer aspire à un emploi sur la Côte-de-l'Or néerlandaise déjà à la fin de son adolescence; Le père de Tonneboeijer vend une maison à Kampen à Librecht Jan Temminck, qui précède Tonneboeijer dans son entrée dans l'administration coloniale et qui aurait pu l'inspirer,,. Sa candidature en 1831 est rejetée faute de postes vacants, mais lorsqu'un poste s'outvre, un an plus tard, le ministre des colonies lui-même approche Tonneboeijer pour le poste, car une candidature volontaire d'un jeune homme au comportement irréprochable est particulièrement rare pour un lieu connu pour ses mauvaises conditions de santé et ses salaires inférieurs à la moyenne. L'aventurisme est peut-être une raison pour Tonneboeijer de postuler, mais il faut aussi noter que cela lui permet d'esquiver l'enrôlement dans l'armée nationale, qui est en théorie toujours en guerre avec la Belgique.
Tonneboeijer est finalement nommé au service de la Côte-de-l'Or par un arrêté royal du 17 janvier 1833. Il est nommé résident provisoire le 12 mai 1834 et devient commandant par intérim le 2 décembre 1836, lorsque son prédécesseur Christiaan Lans repart pour les Pays-Bas.

### Gestion duconflit avec Badu Bonsu II
Pendant son mandat, les tensions augmentent avec les ahantas, particulièrement avec le roi Badu Bonsu II qui est accusé par Etteroe, un autre chef local, d'extorsion. Malgré trois convocations envoyées par Hendrik, il n'y répond pas. Il le fait alors convoquer de force à Butre au Fort Batenstein, mais la rencontre tourne mal et les deux représentants hollandais meurent. 
Lorsque le jeune et inexpérimenté gouverneur par intérim Hendrik Tonneboeijer entend la nouvelle, il rassemble une force de 130 hommes pour attaquer Badu Bonsu II, et quitte Elmina deux heures plus tard, sans plan d'attaque. Le gouverneur britannique de Cape Coast et le roi d'Elmina le supplient de reporter son attaque, tandis que les commandants du fort San Sebastian à Shama et du fort Orange à Sekondi l'avertissent que sa force est trop petite et qu'une grande armée s'est rassemblée pour s'opposer à lui. Hendrik Tonneboeijer, qui a déjà la réputation d'être une tête brûlée, n'écoute cependant pas et le matin du 28 octobre 1837, lui et son armée sont pris en embuscade sur la plage près de Takoradi, devant Fort Witsen. En quelques minutes, 30 hommes sont tués (certaines sources indiquent 45),,, dont Hendrik Tonneboeijer lui-même et quatre autres fonctionnaires coloniaux,. 
La mort d'Hendrik, en tant que Commandant, constitue une rupture du Traité de Butre qui justifie l'envoie d'une seconde expédition avec le général Jan Verveer à sa tête.

### Un gouverneur inexpérimenté au tempérament sanguin
Selon Douchez, l'incident survenu à Butre avec les roi Badu Bonsu II trouve son origine dans un désir de vengeance personnelle du fils du gouverneur local, Pieter Bartels qui est euro-africain. Henrdik Tonneboeijer avait perdu un match de boxe contre lui et son tempérament sanguin l'empêchait d'accepter une défaite face à un euro-africain. Pieter Bartels, alors commandant du Fort Batenstein lors de la confrontation de boxe, le mit aux arrêts afin de le forcer à retrouver son calme. Hendrik s'en plaint au gouverneur Lans qui prend parti pour lui dans ce conflit et considère Bartels comme inapte au service gouvernemental. Il s'installe alors à Butre comme commerçant.
Le récit de Douchez peut sembler tiré par les cheveux au premier abord, mais selon l'historien Albert van Dantzig, sa version de l'histoire est étayée par des documents d'archives. Non seulement la démission forcée de Bartels est relatée, mais le comportement erratique et le tempérament chaud de Hendrik Tonneboeijer sont documentés : en 1835, Hendrik Tonneboeijer doit être relevé de son commandement du fort Saint Anthony à Axim parce qu'il incendie des parties de la ville, seulement pour être accusé d'extorsion plus tard cette année-là et purgeant huit jours de détention à Fort Coenraadsburg pour absence sans permission. Au cours de son mandat de gouverneur par intérim, Hendrik Tonneboeijer met le feu au quartier des hommes de canoë d'Elmina car il juge qu'ils sont trop lents à répondre à ses demandes d'assistance, et dégage avec force une autre partie de la ville surpeuplée pour un nouveau plan de rue. Hendrik Tonneboeijer est détesté par la population locale et la nouvelle de sa mort est accueillie avec un soupir de soulagement. Il est donc fort probable que le penchant de Lans pour Hendrik Tonneboeijer dans son différend avec Bartels ait plus à voir avec la couleur de peau de Hendrik Tonneboeijer qu'avec la raison.